# Antrocephalus carlylei
Antrocephalus carlylei är en stekelart som först beskrevs av Girault 1917.  Antrocephalus carlylei ingår i släktet Antrocephalus och familjen bredlårsteklar. Inga underarter finns listade i Catalogue of Life.